# عبد الرحمن بن رماحس
قائد البحر عبد الرحمن بن رماحس قائد بحري مسلم قاد أسطول الدولة الأموية في الأندلس في العديد من المعارك البحرية أبرزها صد عدة هجمات للنورمان أو كما يعرفون بالفايكنغ على عدد من مدن الاندلس الجنوبية وكذلك مدينة لشبونة بين عامي 354 للهجرة و360 للهجرة وإيقاعه الخسائر في صفوف سفنهم ومطاردتهم بعيداً عن الشواطيء الأندلسية، وقيادته لأسطول أندلسي بأمر من الخليفة الحكم المستنصر بالله للمساهمة في القضاء على حركة الحسن بن كنون، فتمكن عبد الرحمن بن رماحس وأسطوله من السيطرة على مدينة طنجة في ذي القعدة سنة 361 للهجرة، ففر منها ابن كنون.
كان ابن رماحس يتمتع بمقام سامٍ في الدولة الأموية بالأندلس، يدل على ذلك ما ذكره ابن سماك المالقي في «الزهرات المنثورة» من أن أي قرار يهم الخليفة الأموي لا يصدر إلا بعد استشارة شخصيات ثلاثة، منها: قائد الأسطول بألمرية، وذلك لأن المرية كانت تضم دار الصناعة الرئيسية في الأندلس، بل كان قائد أسطول المرية.